# Romain Rocchi
Romain Rocchi (Cavaillon, 2 ottobre 1981) è un ex calciatore francese, di ruolo centrocampista.

## Palmarès
- Coupe de France: 1

PSG: 2003-2004
- Ligue 2

Metz: 2013-2014